# Donación de ovocitos

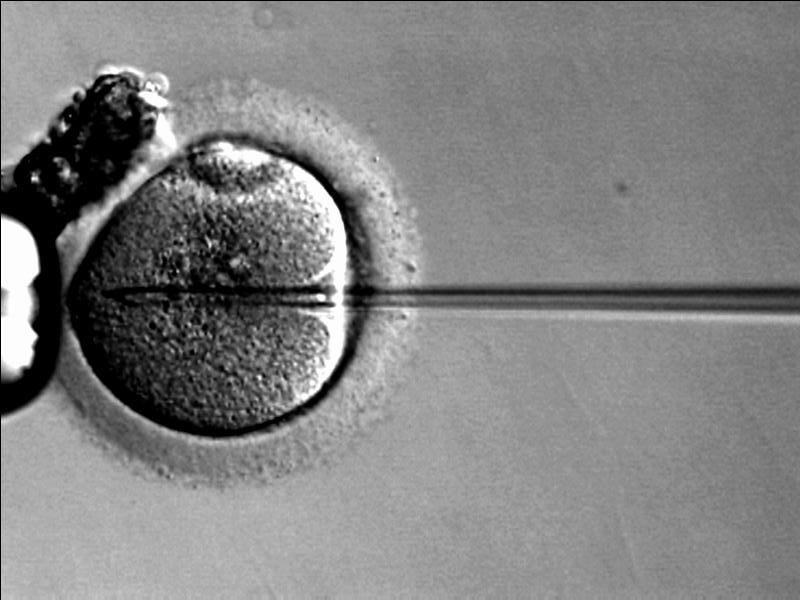
Vista microscópica de la inyección intracitoplasmática de espermatozoides (ICSI) en un único ovocito.

La donación de ovocitos u ovodonación es el proceso por el que una mujer dona óvulos con el propósito de usarlos en alguna técnica de reproducción asistida o para investigación biomédica. El objetivo de la donación es llevar a cabo una fecundación y generar un embrión en un laboratorio, dentro de un recipiente (in vitro). El óvulo es aportado por una mujer diferente a la que recibirá el embrión resultante.
Para la donante el proceso se divide en cuatro fases: entrevista, pruebas médicas, estimulación ovárica y punción de extracción de folículos.

## Historia
En el año 1980 se realizaron los primeros intentos de donación de ovocitos por Seed y Seed, que  consistían en inseminar a la donante de ovocitos con el semen de la pareja de la receptora. Una semana después se realizaba un lavado de la cavidad uterina de la donante, asumiendo que el embrión ya habría llegado a ella y con el líquido obtenido se inseminaba a la receptora. Los ciclos ováricos de la donante y la receptora debían estar sincronizados.

En 1983 tuvo lugar el primer nacimiento de un bebé cuya madre, con fallo ovárico, obtuvo ovocitos donados.

## Características
El proceso se lleva a cabo en un laboratorio de reproducción asistida. El óvulo es aportado por una mujer diferente a la que recibirá el embrión resultante. Para que esto sea posible, los ciclos ováricos de la donante y la receptora deben estar sincronizados.
Hoy en día podemos llegar a congelar los óvulos de modo que puedan ser utilizados posteriormente. De esta manera, para realizar la transferencia del embrión el único factor imprescindible es que el endometrio se encuentre en la ventana de implantación.
Se trata de un proceso que añade riesgos adicionales a las mujeres que se someten al proceso. 
Surgen complicaciones durante el proceso o una vez conseguido el embarazo. 
Los principales problemas asociados a la FIV se deben: a la estimulación ovárica por  administración de hormonas, y a la intervención para extraer los óvulos maduros (punción folicular). Ambos procedimientos presentan riesgos.

## Drogas estimulantes utilizadas
La donante
recibe un tratamiento de inducción entre 8 y 10 días para el desarrollo de los folículos y la cosecha subsiguiente de óvulos. Se basa en una Estimulación Ovárica Controlada (COS) que obliga al ovario de la donadora a incrementar el número de ovocitos a desarrollar.

Se trata de un proceso que añade riesgos adicionales a las mujeres que se someten al proceso, se ha desarrollado una fuente alternativa y potente de obtención de ovocitos.

Durante este proceso la donante puede notar síntomas similares a los de la menstruación.

También, aunque es poco frecuente, existe el riesgo inherente a la donación de ovocitos, que podría poner en peligro la  fertilidad de la donante, al sufrir Síndrome de hiperestimulación ovárico (SHO): dolores de cabeza intensos, vómitos, diarrea y dolor abdominal agudo. Se suele dar en 1 de cada 2500 mujeres que se someten a este tipo de técnicas.

Finalmente la donante deberá someterse a un procedimiento quirúrgico de cosecha bajo anestesia para aspirar los ovocitos que sus ovarios han producido. 

La receptora
necesita recibir un tratamiento que prepare el recubrimiento interno del útero (endometrio) para recibir el embrión obtenido a partir del óvulo donado. Se ha de desarrollar una mucosa endometrial capaz de implantar los embriones y permitir su desarrollo, el endometrio debe encontrarse en una fase lútea (preparado para recibir el embrión). Esto se consigue mediante la administración de estrógenos y progesterona. En las pacientes que presentan una función ovárica normal es aconsejable administrar un análogo de la Hormona liberadora de gonadotrofina (GnRH), que permite controlar los ciclos evitando la posible interferencia de las hormonas endógenas.

## Indicaciones
Está indicado en mujeres de mayor edad, que presenten fallo ovárico primario o precoz u ovarios inaccesibles, con menopausia prematura o quirúrgica, que sean portadoras de una alteración genética, repetidos ciclos fallidos de fecundación in vitro (FIV) o hayan presentado pérdidas de embarazos inexplicadas y repetidas (aborto de repetición).

### Posibles receptoras
- Fallo total de la fertilidad femenina (menopausia, ausencia de ovarios)
- Mala calidad de gametos (mujeres mayores de 35 años).
- Enfermedades genéticas.
- Con fines investigadores.
- Fallo de implantación con FIV (con óvulos propios).
- Antecedentes obstétricos con mal pronóstico

## Duelo genético
El duelo genético es un proceso de incertidumbre, dolor o tristeza por el que pasa un hombre o una mujer al conocer que no va a ser capaz de tener sus propios hijos genéticos y trasmitir su carga genética (ADN). Este proceso es bastante desconocido en general, pero normalmente casi todos los padres que recurren a la ovodonación suelen pasar por él. Hay que recalcar que una madre receptora no será madre genética, pero sí biológica al haber gestado el embrión en su cuerpo. En la mayoría de los casos la mujer que desea ser madre, podrá escoger a la mujer que será la madre biológica, es decir puede elegir desde los características físicas hasta su genética.
Toda mujer que sea donante de ovocitos debe gozar de buena genética, pues será la madre biológica del niño y puede heredarle enfermedades patológicas graves. 
Los psicólogos recomiendan hablar relajadamente y sin prisas sobre el tema, en especial con la pareja. Los especialistas también destacan que el objetivo es tener un hijo y disfrutar de él, por lo que cuestiones de aspecto físico deberían quedar relegadas a un segundo plano.

### Modificación epigenética del embrión
Aunque la futura madre del bebé no le transmita su carga genética, algo que puede reconfortarla en cierto grado es que sí que tiene una influencia sobre su epigenética. Durante la gestación, en el endometrio se producen exosomas que contienen microRNA, que llegan a las células embrionarias y modifican su información epigenética, tales como la metilación del ADN o las histonas y la acetilación de histonas. Estos cambios van a producir un efecto sobre la expresión de los genes, teniendo un impacto sobre el desarrollo embrionario.
Un ambiente uterino saludable dará lugar a un embrión más saludable, lo que se consigue cuando la madre no tiene problemas como la obesidad, la diabetes mal controlada o el consumo de tabaco o de alcohol. Por lo tanto, aunque la genética de la madre no pase a su descendencia, sí que va a tener un efecto sobre esta, ya que la epigenética se encarga de la expresión o el silenciamiento de distintos genes. Además, parte de estos cambios epigenéticos van a ser transmisibles a la descendencia, de modo que podrían pasar a los nietos de la mujer que recurre a la ovodonación.

## Relación de pareja
La donación de ovocitos u ovodonación, por motivos de infertilidad, puede afectar al ámbito personal de la pareja, así como a su relación, por el sufrimiento que conlleva el duelo genético. Por ello, es necesario el análisis de la situación, tanto de forma individual como conjunta a través del diálogo, para llegar a tomar una decisión en la que ambos estén de acuerdo. Se recomienda para este proceso el apoyo de expertos, no solo clínicos, sino psicólogos que ayuden a superar el impacto que esta situación produce para tomar la decisión con el conocimiento de otras alternativas igual de válidas que la ovodonación, como la adopción o la posibilidad de permanecer como una pareja sin descendencia.
La pareja tendrá que asumir que la imposibilidad de concebir un hijo de la forma tradicional no es un problema de la mujer, sino que tienen que afrontar la situación como un conjunto; la pareja, en su conjunto, es infértil. Este punto de vista es de vital importancia porque una de las reacciones más frecuentes es el sentimiento de culpa que experimenta la mujer al no poder ser madre, con lo que además de lidiar con su duelo genético presenta una preocupación por no poder darle a su pareja el hijo de desea.

### Formación de la familia
El hecho de que en donación de ovocitos se use el esperma de la pareja provoca una conexión genética hacia uno de los progenitores que no comparte el otro. Esto puede producir un conflicto en la formación de la familia y en el rol maternal que tomaría la mujer en el futuro, así como en la actitud que pueda tener el hijo en futuro.

## Legislación
La existencia obligada de una tercera persona en este proceso de reproducción asistida, genera  respuestas legales variadas tanto en la Unión Europea como en el Continente americano. En algunos países existen: límites en la edad, restricciones en la elección sexual (heterosexualidad obligatoria) y elección matrimonial, prohibición de acceso para parejas igualitarias, prohibiciones en la donación de gametos o la gestación por sustitución, así como distintas posiciones frente al anonimato y al posible contacto con las donantes.

### España
En España, la donación de óvulos es un procedimiento regulado desde 1988 que indica que debe realizarse de manera voluntaria, altruista y anónima. Las donantes de ovocitos deben tener entre 18 y 35 años de edad y son sometidas a estudios cuidadosos para destacar enfermedades, infecciones y trastornos genéticos. Actualmente los ciclos de reproducción asistida en España se llevan a cabo con un 70-80% de gametos propios de la pareja que se va a someter al tratamiento, y un 20-30% de gametos donados por personas ajenas a los receptores.[cita requerida]

La Ley de Reproducción Asistida entró en vigor el 28 de mayo de 2006 («BOE» núm. 126, de 27/05/2006.). En ella se recoge todo lo referente a las donaciones de ovocitos en nuestro país. 
Esta modificación de la ley previa (Ley 45/2003) dispone, entre otros muchos aspectos, lo siguiente, siento lo más relevante: 
- Solamente se podrán realizar técnicas de reproducción asistida cuando haya posibilidades reales de éxito y no supongan un riesgo grave en la salud de la mujer o posible descendencia.
- Se intentará mantener la máxima integración posible de la documentación clínica de la persona usuaria de las técnicas pero siempre manteniendo la garantía de confidencialidad de la identidad de las donantes.
- Los hijos nacidos o sus representantes legales pueden obtener información de los bancos de gametos siempre que no incluya su identidad. Solo se podrá conocer la identidad del donante por motivos legales, de acuerdo con las Leyes procesales penales.
- La donación puede ser revocable si la donante precisa de los ovocitos donados, siempre que cuando desee realizarlo los mismos sigan disponibles.
- No se debe alentar a la donación mediante la oferta de compensaciones económicas. Esta compensación solo debe ser originada para paliar las molestias físicas y los gastos de desplazamiento y laborables que deriven de la donación. Pero en ningún caso será permitida la donación por motivos lucrativos o comerciales.
- El número máximo autorizado de hijos nacidos no debe ser superior a seis, tanto propios como nacidos por fecundaciones previas. Será responsabilidad de cada centro que utilice estos gametos comprobarlo.
- Los donantes deben tener más de 18 años, y buen estado de salud tanto física como mental. Para ello deberán someterse a los estudios necesarios que lo demuestren. Así como estudios fenotípicos.
- La donación dirigida no está permitida.

¿Cuáles son las características que debe tener una mujer para poder ser donante de óvulos?
- Debe tener una edad mayor de 18 años y menor de 35 años
- No debe presentar enfermedades hereditarias. De hecho, no se permite que donen aquellas personas que no conozcan a miembros de su familia biológica cercana, ya que estos podrían haber sufrido ciertas enfermedades que impedirían la donación.
- No puede presentar infecciones tales como la Hepatitis B y C, la sífilis y el VIH
- Debe tener un buen perfil psicológico y un buen perfil de salud en general.
- No debe tener ovario poliquístico.
- No debe haberse realizado tatuajes ni piercings en los últimos seis meses.[9]
- Hay que tener en cuenta las enfermedades recesivas y cotejar con la persona que vaya a aportar el semen.

También, se tiene en cuenta que no haya tenido abortos repetitivos previamente, buena salud ginecológica y buena regulación y reserva ovárica. Otros factores son hábitos saludables y no tener tatuajes o perforaciones corporales hechos en los últimos 6 meses.
En la España del 2023 las donantes de óvulos recibían una compensación por la donación, que estaba entre los 800-1200 euros por cada ciclo de tratamiento, que la ley española de 2014 sugería para "cubrir los gastos e inconvenientes".
En 2019 se desarrollaron más de 180.000 ciclos de donación, según la Sociedad Española de Fertilidad. Las donaciones de óvulos las gestionan clínicas privadas, a diferencia de otras donaciones de material biológico que se manejan a través de la Organización Nacional de Trasplantes.
En el Chile de 2012 la compensación económica fue la principal motivación de mujeres jóvenes para donar óvulos en una clínica privada.

## Búsqueda receptora-donante
Actualmente, en España la donación de óvulos es totalmente anónima, es decir, que no puede existir ningún vínculo entre donante y receptora: ni los donantes pueden conocer a los futuros receptores de los óvulos, ni los receptores pueden conocer quién les ha cedido sus gametos. Por tanto, la elección de la donante corresponde a clínica de fertilidad, que analiza a las posibles candidatas buscando aquella que más se asemeje a la madre receptora. Esto se realiza con el fin de que el futuro bebé se parezca lo máximo posible a los que van a ser sus padres. Actualmente, existen técnicas muy avanzadas para conseguir la mayor precisión en los criterios fenotípicos (color de piel, ojos, cabello, grupo sanguíneo, complexión...), biométricos (similitud facial) y genéticos.
Además, se suele realizar un test de compatibilidad genética (CGT, siglas en inglés) entre la mujer donadora y el hombre (semen), para buscar si ambos son portadores de mutaciones recesivas, evitando de esta manera juntar un óvulo y un espermatozoides portadores ambos de la misma mutación con el objetivo de que el bebé no presente enfermedades raras (naturalmente pasa en 1-2% de los bebés nacidos). También es importante hacer este estudio en enfermedades recesivas ligadas al cromosoma X en la donante, porque en este caso las donantes que sean portadoras de mutaciones recesivas en el cromosoma X, como la hemofilia o el síndrome del X frágil, no podrán ser donantes, ya que causarían el desarrollo de la enfermedad en los descendientes varones al tener solo una copia del cromosoma X.

## Periodo ventana del VIH
Cuando una mujer dona óvulos estos deberían estar vitrificados durante 6 meses antes de fecundarlos y transferirlos a la receptora. Esto se debe a que el periodo ventana del VIH es de aproximadamente 6 meses y durante este tiempo puede que la mujer donadora padezca la enfermedad pero que no sea capaz de detectarse.
Esta vitrificación durante 6 meses todavía no es obligatoria en España, ya que la técnica de vitrificación está actualmente en desarrollo y no podrá ser obligatorio hasta que todas las clínicas de reproducción asistida tengan la técnica a punto.[cita requerida]

## Proceso de donación
Para la donante el proceso se divide en cuatro fases: entrevista, pruebas médicas, estimulación ovárica y punción de extracción de folículos.

Para optar a ser donante de óvulos la persona debe ser menor de 35 años y mayor de 18 años. El primer paso suele ser el de hacer una entrevista personal para conocer el estado emocional de las donantes. También se deben hacer chequeos médicos para conocer la condición de la salud de la donante. En este chequeo se analizará el hemograma, los hematrocritos, el grupo sanguíneo y diversos factores de coagulación. Además, se completa un detallado análisis de distintos positivos como el VIH, el VDRL, la Hepatitis C, etc.
Además es importante tener en cuenta los siguientes aspectos:
- Ausencia de enfermedades hereditarias: para ello se realiza un cariotipo.
- Estudiar la historia familiar y personal de los familiares de la paciente, para lo cual se le da un formulario. Si hay desconocimiento de la herencia por parte de los progenitores (por ejemplo, cuando una persona es adoptada y no sabe nada de sus padres biológicos), no es posible realizar la donación de óvulos.
- Buena salud ginecológica y buena regulación y reserva ovárica: se mide la edad y se hace una ecografía y una analítica donde se mide la hormona antimulleriana (AMH).
- Realizar un screening de enfermedades recesivas: si la donante de óvulos con la que se junta el semen tiene la misma mutación, se descarta, ya que no puede coincidir la misma mutación en ambos gametos (porque se produciría la enfermedad). Esto se aplica en todas las enfermedades recesivas, menos para las ligadas al cromosoma X, que se descartan siempre, ya que un varón tendrá la enfermedad siempre.

Tras estos chequeos y con la conformidad de ambas partes se deberán firmar unos documentos en los que la donante niegue todo derecho a la maternidad de los hijos que provengan de la donación.
Una vez que se encuentre a la receptora, la donante empezará tras el tercer día de su regla a introducirse hormonas de origen recombinante o urinario. El objetivo durante 8 o 10 días es el de aumentar la producción de óvulos. Esto se realizará mediante inyecciones aplicadas por la propia donante. La clínica monitorizará el tamaño y dureza de los óvulos mediante ecografías y analíticas.
Cuando los análisis confirmen que los óvulos están en el estado deseado, la donante se deberá aplicar un último pinchazo para terminar la maduración de los óvulos. El objetivo del tratamiento es el de endurecer los óvulos para poder extraerlos más fácilmente.
La intervención para extraer los óvulos se suele hacer mediante sedación y no debe durar más de 15 minutos. Desde el día de la extracción hasta la siguiente menstruación la donante estará monitorizada por posibles efectos secundarios.
Hacer una donación de ovocitos no es como donar sangre. España es el país de Europa donde se realizan más donaciones de óvulos y también de los que mejor paga a las donantes. Un tercio de los óvulos donados se destinan a mujeres residentes en el extranjero.

## Tipos de ovodonación
En función del origen de los óvulos, se distinguen dos tipos de ovodonación principalmente: la donación de ovocitos en fresco o la donación con ovocitos vitrificados. 
Sin embargo, hoy en día también podemos incluir otros dos tipos de ovodonación en esta clasificación: los óvulos procedentes de banco y la miniovodonación o donación de óvulos compartida. 

### Donación de óvulos en fresco
En estos casos, la donante y la receptora de óvulos deber tener el ciclo hormonal sincronizado, por lo que la donantes se estimula a la vez que la receptora prepara su endometrio. En el mismo ciclo se produce la extracción de óvulos y a los 3 o 5 días se realiza la transferencia de embriones al útero de la receptora.

La desventaja de esta técnica es que si la donante no responde bien a la estimulación ovárica, es posible que la receptora tenga que esperar hasta el siguiente ciclo para realizar la transferencia, lo que conlleva más medicacioón hormonal y mayor desgate emocional. 

### Donación de óvulos vitrificados
Aquí no es necesario que la donante y receptora estén sincronizadas. En primer lugar, se obtienen los ovocitos y se congelan aquellos que son maduros mediante la técnica de vitrificación.

Una vez encontrada una receptora compatible, estos óvulos son desvitrificados y fecundados.

Al igual que en el caso anterior la receptora tendrá que realizar el tratamiento de preparación endometrial previa a la transferencia embrionaria.

### Óvulos de banco
La clínica de reproducción asistida puede contar con sus propias donantes (banco de óvulos propio) o, por el contrario, trabajar en coordinación con un banco de óvulos externo.

Un banco de óvulos es un departamento encargado de la obtención, evaluación y posterior distribución de óvulos de donantes. Debido a su actividad, los bancos de óvulos cuentan con una amplia y variada base de datos de donantes. Por esta razón, pueden responder ante casi cualquier demanda por parte de las clínicas.

Esto permite a los centros reproductivos poder ofrecer el tratamiento de ovodonación de forma prácticamente inmediata, pues es poco común no encontrar una donante compatible en el banco de óvulos.

### Miniovodonación
La miniovodonación consiste en una donación de un número menor de óvulos. Mientras que en una ovodonación completa la receptora obtiene todos los óvulos recuperados de la donante, que pueden ser entre 8 y 10, en la miniovodonación solamente se reciben 4 o 5.[cita requerida]

## Fuente alternativa
La donación convencional se basa en una estimulación ovárica controlada (COS) que permite incrementar el número de ovocitos disponibles y destinados a preservación. Debido a que se trata de un proceso que añade riesgos adicionales a las mujeres que se someten, se ha desarrollado una fuente alternativa y potente de obtención de ovocitos: ovocitos inmaduros procedentes tanto de mujeres embarazadas como no embarazadas que maduran in vitro (IVM, por sus siglas en inglés). 
En humanos, la selección del folículo dominante ocurre en torno al día 5 del ciclo menstrual, de manera que el elegido continúa su desarrollo mientras que, por el contrario, los no seleccionados mueren por atresia. A pesar de que las células de la granulosa de estos últimos degeneran, los ovocitos que permanecen en el interior son viables hasta una semana después de que ocurra la selección folicular, y tienen capacidad para convertirse en blastocistos de gran calidad después de la IVM y la fecundación. 
El procedimiento de recolección de ovocitos inmaduros añade menos de diez minutos al tiempo normal establecido para la operación, ya sea cesárea o cirugía ginecológica dependiendo de la mujer (mioma uterino, endometriosis, quistes...), y los riesgos para las donantes son mínimos (se realiza cuando la paciente está bajo los efectos de la anestesia general). 

Como estos ovocitos se pueden recolectar en cualquier fase del ciclo menstrual sin estimulación hormonal, e incluso durante el embarazo, este método tiene el potencial de servir como fuente de ovocitos para donación y preservación de la fertilidad. No obstante, va más allá, pues brinda la oportunidad de llevar a cabo una investigación con células madre.